# Hermann van Pels
Hermann van Pels (* 31 març de 1898, en Gehrde prop d'Osnabrück; † a principis d'octubre de 1944 al camp de concentració d'Auschwitz) va ser un holandès víctima de l'Holocaust. Va ser una de les vuit persones amagades a la part posterior de la casa de Prinsengracht 263 conegudes arreu del món pel diari d'Anna Frank.

## Biografia

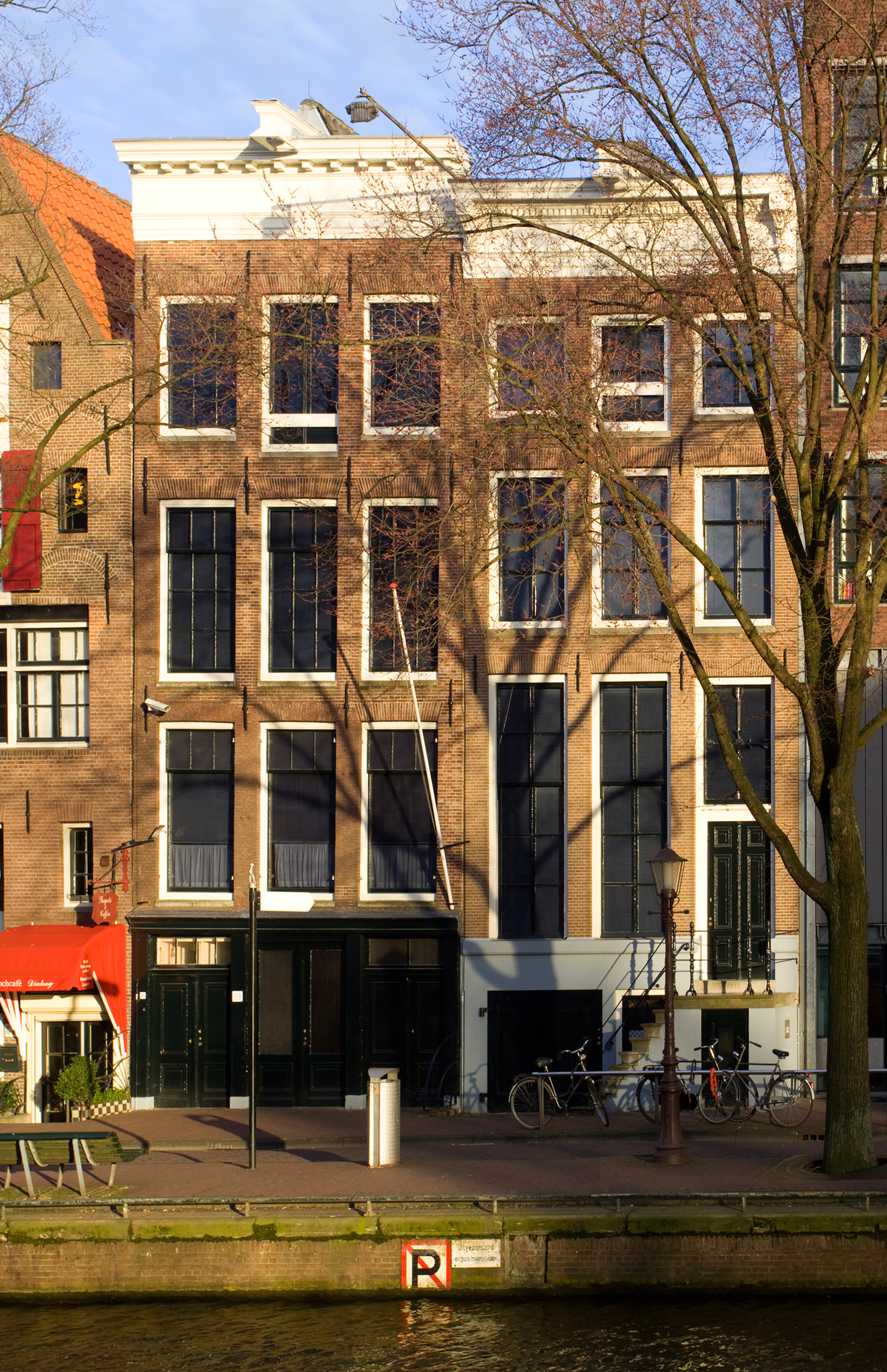
Prinsengracht 263, on s'amagà a la part posterior Hermann van Pels

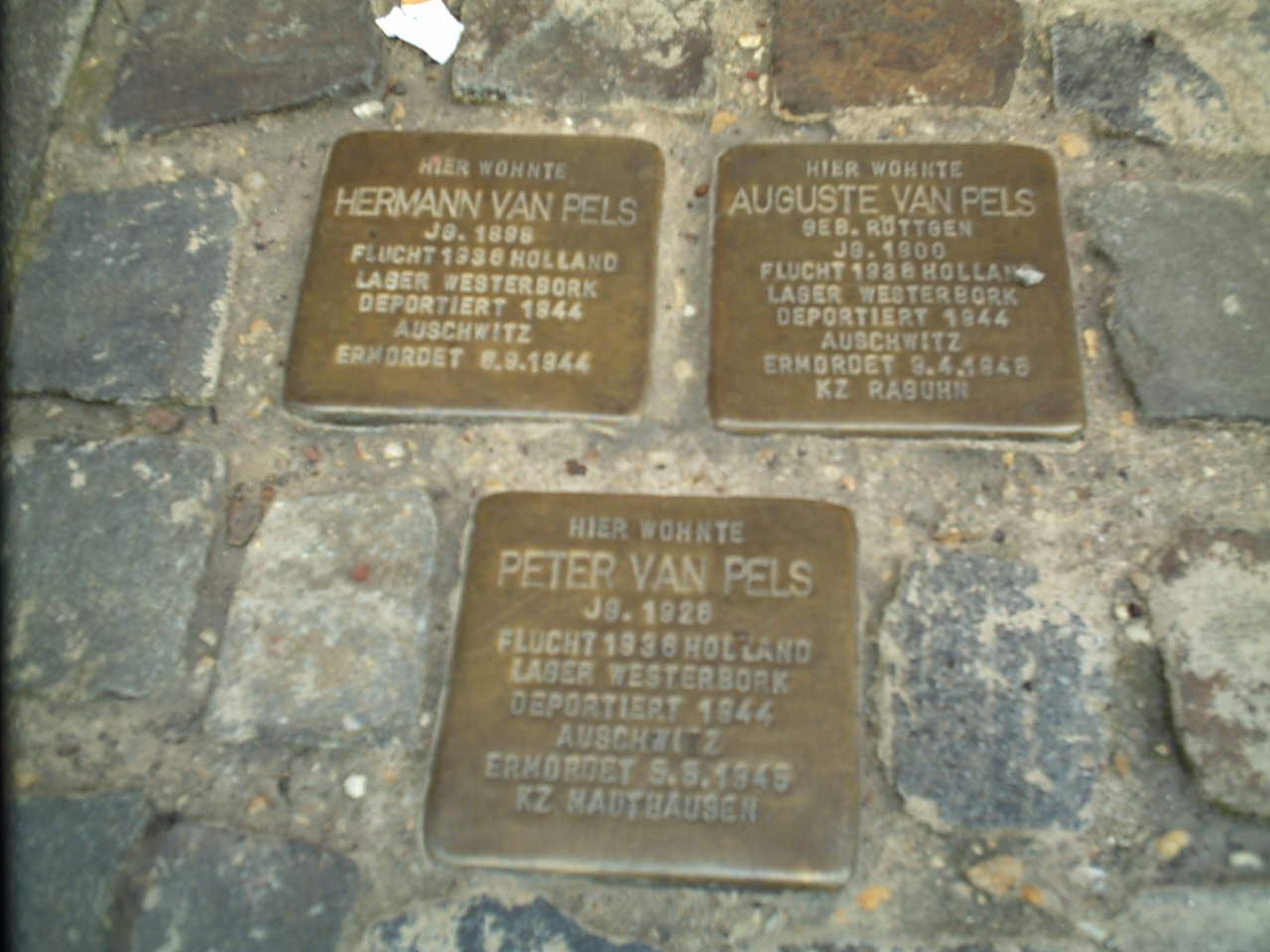
Placa commemorativa de Hermann van Pels a Osnabrück

En Van Pels nasqué com un dels sis fills de l'holandès Aron van Pels i l'alemanya Lina van Pels, de fadrina Vorsänger, a Gehrde, prop de Osnabrück. En van Pels assistí a l'escola primària jueva i començà l'escola secundària el 1908 en Ev. Knaben Mittelschule d'Osnabrück, Alemanya. Després de finalitzar la seva educació esdevingué representant a Osnabrück dins la empresa del seu pare, Aron van Pels, que duia un comerç majorista de productes carnis. Entre altres coses l'empresa negociava amb espècies i budells per produir salsitxes. El 5 de desembre de 1925 En van Pels es va casar amb la jueva alemanya Auguste Röttgen. La parella s'establí a Osnabrück i es traslladà a un apartament a la Martinistraße 67a. El 8 del novembre de 1926 arribà el seu fill Peter van Pels al món, l'únic fill que la parella tindria.
Aron van Pels degué deixar el negoci després de 1933, arran del boicot de les empreses dels jueus. Finalment fugí dels Nazis amb la seva família el 26 del juny de 1937 als països baixos. Ja el 1935 la germana de van Pels, la modista Henny van Pels havia emigrat a Amsterdam. La família vivia en un apartament a la Zuider Amstellaan. Hermann van Pels treballà des de 1938 amb lo seu vell amic de negocis, Otto Frank, dins la seva l'empresa, Opekta Amsterdam. Trobà feina dins la recent fundada filial Pectacon pertanyent a Opekta de Victor Kugler, com a assessor i expert en herbes i espècies. Mentre Opekta s'havia especialitzada en fer melmelada, Pectacon s'especialitzà entre altres coses en barreges d'espècies per fer botifarres. "Al seu domini, En van [Pels] era immillorable; només necessitava olfactar alhora, i llavors podra anomenar totes les espècies per nom", escrigué Miep Gies en les seves memòries. Des del desembre de 1940 les oficines de Opekta Amsterdam i Pectacon es trobarien a Prinsengracht 263.
Hermann i Auguste van Pels també eren amics fora de la feina dels Franks, i convidats freqüents al cafè dels dissabtes a la tarda amb la família. Ambdues famílies construirien des de l'estiu de 1941 un lloc per amagar-se en la part posterior de l'empresa d'Otto Frank, per si de cas un membre de la família fos amenaçat de deportació. En un dels berenars conegueren la seva ajudant posterior, Miep Gies, una empleada de la empresa de melmelades Opekta, que definí En van Pels, en retrospectiva, com "gran, enorme, ben vestit, lleugerament encorbat quan caminava, cara ampla de trets masculins, el cabell escàs, a l'extrem de la boca constantment un cigarret", i continuà: "per bromes, En Hermann [van Pels] sempre trobava temps. En definitiva, era un tipus agradable i afable". En un moment posterior de la seva memòria, Na Gies va ésser mes precisa amb la descripció d'En Hermann van Pels i el defineix com a "contador d'acudits, més aviat pessimista, fumador empedreït, i una mica inquiet".
El 5 del juliol de 1942 Edith Frank-Holländer rebé una convocació dirigida a la seva filla Margot amb l'obligació de treballar a Alemanya. Ella informà aviat En van Pels, però ambdues famílies ja havien fet arranjaments feia molt de temps per a un amagatall. Amb En van Pels ella deliberà sobre els passos concrets a seguir. Ell també fou el que llavors informà Miep Gies. Mentre la família Frank ja estava amagada el 6 del juliol de 1942, la família van Pels els va seguir el 13 del juliol de 1942. Una mica més tard arribà el dentista Fritz Pfeffer com a vuitè refugiat. Auguste i Hermann van Pels habitaven una habitació del segon pis. La seva habitació era utilitzada durant el dia com menjador i sala d'estar pels amagats. L'apartament de la família van Pels en la Zuider Amstellaan fou desmantellat l'octubre de 1942 pels Nacional-Socialistes.
El 4 de l'agost de 1944 els amagats foren traïts i detinguts. Hermann van Pels fou com els altres amagats traslladat al camp de trànsit Westerbork i a continuació foren al camp de concentració d'Auschwitz-Birkenau deportats, on el 5 del setembre de 1944, contràriament a la verificació retrospectiva de la creu vermella holandesa ell és un del 258 homes que superà la selecció. Amb Otto Frank i Fritz Pfeffer fou assignat al Bloc 2 del camp d'Auschwitz I. Fou assignat amb els altres dos homes al servei extern, probablement es ferí a principis de l'octubre a la mà i va sol·licitar una classificació per al servei d'habitacions l'endemà, per a la qual el camp SS realitzava una selecció. Hermann van Pels fou assassinat a l'inici de l'octubre de 1944 a la cambra de gas. Otto Frank informà després del seu retorn a Miep Gies que ell va veure En van Pels "amb els seus propis ulls camí cap a les cambres de gas".
Des del novembre de 2007 es recorda la residència de la família van Pels a Osnabrück amb una placa commemorativa.

## El diari d'Anna Frank
El diari d'Anna Frank, el que escrigué especialment durant el temps de la ocultació, fou publicat per primera vegada l'any 1947 pel seu pare, Otto Frank. Quan reescrigué el diari, probablement el maig de 1944, Anne Frank posà pseudònims a les vuit persones amagades. Així, Hermann van Pels esdevingué "Hans van Daan".
Na Frank mencionà el 11 del juliol de 1942 la seva il·lusió avant l'arribada de la família van Pels: "estic desitjant que arribin els van Daans, dimarts com és previst. Tot serà molt més agradable i també menys tranquil". Ja el 21 de l'agost de 1942, escrigué en el seu diari, "el senyor van Daan i jo discutim tota l'estona", i mencionà disputes el 2 del setembre de 1942 entre August i Hermann van Pels ("el senyor i la senyora van Daan han tingut una violenta baralla. Mai havia vist jo una cosa així, ja que el pare i la mare mai podrien pensar en cridar-se d'aquesta manera"). Mencions de la parella van Pels barallant-se es troben amb freqüència.
Esdeveniments especials al voltant d'En van Pels, durant el temps en l'amagatall de la part posterior de la casa, van ésser assenyalats per Na Frank també, com el que va passar el 10 del desembre de 1942, el processament de grans quantitats de carn per fer embotit comprada de forma il·legal: "A l'empresa fou contractat a causa del seu coneixement de les espècies, però ara es manifesta la seva part salsitxera, el que de cap manera ha estat desagradable. […] El senyor van Daan tenia un davantal de la seva esposa lligat i estava en tot el seu gruix (es veia molt més gros que no ho era) ocupat amb la carn. Amb les seves mans sagnants, el cap de color vermell i el davantal tot tacat es veia com un veritable carnisser." En Van Pels era l'únic fumador en cadena en l'amagatall de la part posterior de la casa; diverses vegades cità Na Frank el seu mal humor perquè no hi havien més cigarretes disponibles. A més a més de flors i qualques queviures, En van Pels rebé pel seu aniversari el 1944 dos paquets de tabac.
En van Pels tengué, d'acord amb los comentaris de Na Frank "segons l'opinió de tots nosaltres, molt de bon ull amb la política", no obstant això, era més aviat pessimista. a la primavera de 1943 no esperava que s'hagués acabat l'estar amagats abans del final d'any i temia al maig de 1944 que "els alemanys al final guanyin la guerra, tan forts són." Na Frank el creia caparrut: "Ell té [en la seva opinió] l'única opinió correcta, ell sap de tot més que ningú. Bé, ell té un cap intel·ligent, però la complaença d'aquest home ha arribat a un punt desmesurat." En un estudi dels interessos dels amagats, Na Frank comentà el 1944 d'En van Pels: "aprèn res, consulta un munt el Knaur; li agrada llegir novel·les de detectius, llibres mèdics, emocionants i trivials històries d'amor."

## Hermann van Pels al cinema
El diari d'Anna Frank ha estat filmat diverses vegades. Els següents intèrprets van assumir el paper de Hermann van Pels en les adaptacions cinematogràfiques:
- 1959: Das Tagebuch der Anne Frank (The Diary of Anne Frank) – Lou Jacobi
- 1980: Das Tagebuch der Anne Frank (The Diary of Anne Frank) – James Coco
- 1985: Het dagboek van Anne Frank – Guus Hoes
- 1987: Das Tagebuch der Anne Frank (The Diary of Anne Frank) – Christopher Benjamin
- 1988: Mein Leben mit Anne Frank (The Attic: The Hiding of Anne Frank) – Victor Spinetti
- 1995: Anne no nikki – Jiro Sakagami
- 1996: El diari d'Anna Frank – Toni Sevilla
- 2001: Anne Frank – Die wahre Geschichte (Anne Frank: la vertadera història) – Joachim Król
- 2009: The Diary of Anne Frank – Ron Cook
- 2014: Meine Tochter Anne Frank (La meva filla Anne Frank)– André Hennicke
- 2016: Das Tagebuch der Anne Frank (Diari d'Anne Frank)- André Jung